# ماسايا فوكودا
ماسايا فوكودا (باليابانية: 福田正哉) هو مبارز بالسيف ياباني، ولد في 5 أكتوبر 1946 في هيوغو في اليابان.

## وصلات خارجية
- ماسايا فوكودا على موقع أوليمبيديا (الإنجليزية)